# Gustavo Krause
Gustavo Krause Gonçalves Sobrinho GOMM (Vitória de Santo Antão, 19 de junho de 1946) é um advogado e político brasileiro filiado ao União Brasil (UNIÃO). Foi ministro da Fazenda e do Meio Ambiente durante os governos Itamar Franco e Fernando Henrique Cardoso. Por Pernambuco, foi governador, deputado federal e secretário da Fazenda, além de prefeito e vereador da capital Recife.
É pai de Priscila Krause, Vice-Governadora de Pernambuco em 2022

## Biografia
Em 1979, foi nomeado pelo então governador Marco Maciel, prefeito do Recife, cargo que ocupou até 1982. Na prefeitura, realizou muitas obras estruturadoras, principalmente nas áreas de periferias, como escadarias e muros de arrimos. Mas a maior marca da sua gestão como prefeito foi fixação dos chamados "barracões" da prefeitura, nas áreas pobres do município, que eram "centros de atendimentos social" com médicos, engenheiros e vários servidores que atendiam a comunidade.
Eleito pelo voto direto vice-governador de Pernambuco na chapa encabeçada pelo ex-vice-governador Roberto Magalhães (PDS), assumiu o posto de governador de 1986 a 1987, em decorrência do afastamento de Magalhães, para disputar a eleição de senador. Em 1988, foi eleito vereador de Recife.
Em 1990, foi eleito deputado federal pelo estado de Pernambuco. Assumiu o Ministério da Fazenda do Brasil, durante o governo Itamar Franco. Tomou posse em 2 de outubro e deixou o ministério em 16 de dezembro de 1992, apenas dois meses de cargo.
Em 1994, disputou e perdeu para Miguel Arraes, a eleição de governador de Pernambuco.
No primeiro mandato do presidente Fernando Henrique Cardoso (1995 - 1999), assumiu o Ministério do Desenvolvimento Urbano e do Meio Ambiente. Admitido à Ordem do Mérito Militar em 1994 no grau de Comendador especial por Itamar Franco, Krause foi promovido no ano seguinte por FHC ao grau de Grande-Oficial.
Atualmente é conselheiro político do DEM. Foi suplente do senador Marco Maciel, por Pernambuco, de 2003 até 2011. Não mais concorreu a cargos políticos, desde então.